# Dümpel an der Landwehr
Der Dümpel an der Landwehr ist ein Naturschutzgebiet in der niedersächsischen Stadt Lüneburg im Landkreis Lüneburg.
Das Naturschutzgebiet mit dem Kennzeichen NSG LÜ 174 ist 20 Hektar groß. Es liegt im Nordwesten Lüneburgs zwischen Bardowick und Vögelsen und grenzt an einen Teil der Lüneburger Landwehr, welche das Naturschutzgebiet nach Norden und Westen begrenzt.
Beim „Dümpel an der Landwehr“ handelt es sich um ein Feuchtgebiet, das durch die Verwallung des Landwehrbaches entstanden ist. Ein Teil der Flächen im Naturschutzgebiet werden landwirtschaftlich genutzt. Die ungenutzten Flächen sind durch Hochstaudenfluren, Seggenrieder und Röhrichte sowie Gebüsche geprägt.
Das Gebiet steht seit dem 16. Juni 1989 unter Naturschutz. Zuständige untere Naturschutzbehörde ist der Landkreis Lüneburg.